# Stuttgart-Süd
Stuttgart-Süd – okręg administracyjny (Stadtbezirk) w Stuttgarcie, w kraju związkowym Badenia-Wirtembergia. Liczy 42 477 mieszkańców (31 grudnia 2011) i ma powierzchnię 9,59 km².